# Розважальний пристрій на базі електронно-променевої трубки
Розважальний апарат на базі електронно-променевої трубки (англ. Cathode ray tube amusement device) — аналоговий пристрій, що імітує управління польотом ракети, вважається найбільш раннім з відомих інтерактивних електронних ігор, став передвісником відеоігор. Томас Т. Голдсміт-молодший і Естл Рей Манн розробили пристрій у 1947 році.
Сам апарат не мав цифрового процесора для обробки інформації, а використовував аналогові ланцюги для управління електронно-променевою трубкою і формування зображення на екрані. Виглядом він нагадував радар часів Другої світової війни, а для прицілювання використовувалися екранні накладки.
25 січня 1947 автори винаходу подали заявку на патент, який був ними отриманий 14 грудня 1948. Однак у масове виробництво і продаж апарат так і не надійшов.